# Убийственный винил
«Убийственный винил» (англ. Deadwax) — американский хоррор-сериал с элементами триллера, созданный Грэмом Резником, который транслировался на стриминговом сервисе Shudder 15 ноября 2018 года. До своего официального релиза на Shudder сериал был показан на кинофестивале Fantastic Fest 23 сентября 2018 года.
В центре сюжета находится молодая женщина, которую нанимают для того, чтобы она нашла таинственную виниловую пластинку, которая, по слухам, убивает всех, кто её прослушал.
Название сериала является отсылкой на матричный код — пространство между последней песней и этикеткой пластинки.

## Сюжет
Молодая женщина Этта Прайс, нанятая богатым коллекционером, оказывается втянута в расследование жестокого и загадочного убийства. По слухам, в деле замешана таинственная виниловая пластинка — «Lytton Lacquer», которая сводит людей с ума и убивает всех, кто осмелился прослушать её хотя бы раз.

## В ролях

### Главные
- Ханна Гросс — Этта Прайс
- Ивэн Гэмбл — Лен Перри
- Трэйси Перез — Лана
- Дон Норвуд — Кенни Роудс
- Тед Рэйми — Ян Уллман
- Юки Сакамото — Лили Чайлд

### Второстепенные
- Уэст Лианг — Дэрил Барнетт
- Кирк Бовилл — Так Уэстон
- Джеймс Рэнсон — Скотти
- Джона Рэй — первый абонент радио
- Брайан Бакли — Рей Деккер

## Сезоны
| Сезон | Серии | Серии | Даты показа    | Даты показа     |
| Сезон | Серии | Серии | Первая серия   | Последняя серия |
| ----- | ----- | ----- | -------------- | --------------- |
| 1     | 8     | 8     | 15 ноября 2018 | 15 ноября 2018  |

## Эпизоды

### Сезон 1(2018)
| № общий | № в сезоне | Название               | Режиссёр    | Автор сценария | Дата премьеры  |
| --- | ---------- | ---------------------- | ----------- | -------------- | -------------- |
| 1 | 1          | «Часть 1» «Part One»   | Грэм Резник | Грэм Резник    | 15 ноября 2018 |
| Этту Прайс, специалиста по виниловым пластинкам, нанимают, чтобы она нашла легендарную редкую пластинку «Lytton Lacquer», которая, предположительно, убивает любого, кто её услышит, и сводит с ума своих владельцев. Дома подруга Этты сомневается в целесообразности поисков пластинки, которой, возможно, даже не существует. Лен Перри, специалист по уликам на месте преступления, работает над делом о загадочной смерти, связанной со странной пластинкой, найденной на проигрывателе жертвы. |            |                        |             |                |                |
| 2 | 2          | «Часть 2» «Part Two»   | Грэм Резник | Грэм Резник    | 15 ноября 2018 |
| Детектив Роудс допрашивает Перри по поводу ужасающего инцидента. В поисках «Lytton Lacquer» Этта навещает своего наставника, аудиофила и фермера, разводящего жуков, Яна Уллмана, и узнаёт кое-что о странной истории, связанной с этой загадочной и смертоносной пластинкой. Лана выходит на след. Полиция пытается разобраться в невероятных уликах. |            |                        |             |                |                |
| 3 | 3          | «Часть 3» «Part Three» | Грэм Резник | Грэм Резник    | 15 ноября 2018 |
| Этта осматривает место преступления в надежде найти ключ к разгадке местонахождения пластинки. Лана говорит Этте, что беспокоится о расследовании. К Перри, страдающему от странных симптомов, приходит неожиданный гость. Шокирующее событие меняет всё то, что Этта считала известным в этом деле. |            |                        |             |                |                |
| 4 | 4          | «Часть 4» «Part Four»  | Грэм Резник | Грэм Резник    | 15 ноября 2018 |
| Диджей студенческой радиостанции Так Уэстон ставит пластинки и отвечает на звонки в ночь перед тем, как его радиостанция избавляется от своего винилового архива. Он рассказывает истории о своих приключениях в коллекционировании пластинок, в том числе о нахождении «Lytton Lacquer». Очень странный телефонный звонок приводит к необычной встрече, которая меняет его жизнь. |            |                        |             |                |                |
| 5 | 5          | «Часть 5» «Part Five»  | Грэм Резник | Грэм Резник    | 15 ноября 2018 |
| Роудс противостоит своим подозреваемым и даёт понять, что следит за их передвижениями. Этта решает помочь Перри, который делится с ней своим опытом использования «Lytton Lacquer». Они отправляются в «Big Bear», где Этта и Перри берут интервью у очень скрытного человека. Всё идёт наперекосяк. Все оказываются в лесу, а в лесу никогда не происходит ничего хорошего. |            |                        |             |                |                |
| 6 | 6          | «Часть 6» «Part Six»   | Грэм Резник | Грэм Резник    | 15 ноября 2018 |
| Беспорядок наведён. Чемодан открыт. Появляются новые зацепки, а старые исчезают. Перри пытается понять, что с ним происходит и почему. Этта делает ужасное открытие и сомневается в том, что она посвящает себя этому делу, а также в том, стоит ли жертвовать отношениями с Ланой ради помощи Перри. Связи упущены. Кажется, что все надежды потеряны... |            |                        |             |                |                |
| 7 | 7          | «Часть 7» «Part Seven» | Грэм Резник | Грэм Резник    | 15 ноября 2018 |
| Этта и Перри знакомятся с Лили Чайлд, которая рассказывает о том, что, по её мнению, является истинным предназначением пластинки. Лили Чайлд предлагает способ помочь Перри, но Этта не уверена, что это хорошая идея. Тем не менее, они идут на риск. |            |                        |             |                |                |
| 8 | 8          | «Часть 8» «Part Eight» | Грэм Резник | Грэм Резник    | 15 ноября 2018 |
| Этта становится свидетельницей ужасного переноса гармонической энергии. Она встречает своих похитителей и узнаёт о своей роли в их плане. Неожиданный союзник помогает совершить трудный побег. На вопросы даны ответы, намерения раскрыты, и Этта оказывается перед ужасным выбором, в котором её одержимость противостоит человечности. |            |                        |             |                |                |

## Разработка
Вдохновением для сериала послужила техника обратной маскировки, при которой скрытые сообщения записываются или считались записанными задом наперёд на аудиодорожке.
Сценарист и режиссёр сериала Грэм Резник также был заинтересован в том, какое влияние может оказывать звуковой дизайн на зрителей, поскольку это позволяет ему менять их восприятие без необходимости давать визуальные подсказки по сюжету. Также, Резник заявил, что если сериал будет продлён на второй сезон, он планирует расширить вселенную сюжета.

## Критика
Веб-сайт /Film сделал обзор «Убийственного винила», похвалив звук и визуальные эффекты, но раскритиковав то, что они назвали «отсутствием увлекательного развития персонажей».
Развитие персонажей сериала также было отмечено в обзоре сайта Bleeding Cool, который отметил, что Этта была «типичным старым седым детективом, которого мы видели сотни тысяч раз» и что, хотя им понравилась сама идея сериала и актриса, персонаж нуждался в более глубоком раскрытии.
Сайт Bloody Disgusting сделал рецензию на первые 4 эпизода сериала, которая была более положительна, так как, по мнению авторов, персонажи были достаточно проработаны, чтобы зрителям было на них не всё равно, и что сюжет и визуальная составляющая сериала на данный момент выполнены хорошо.